# Neumagener Moselschlingen

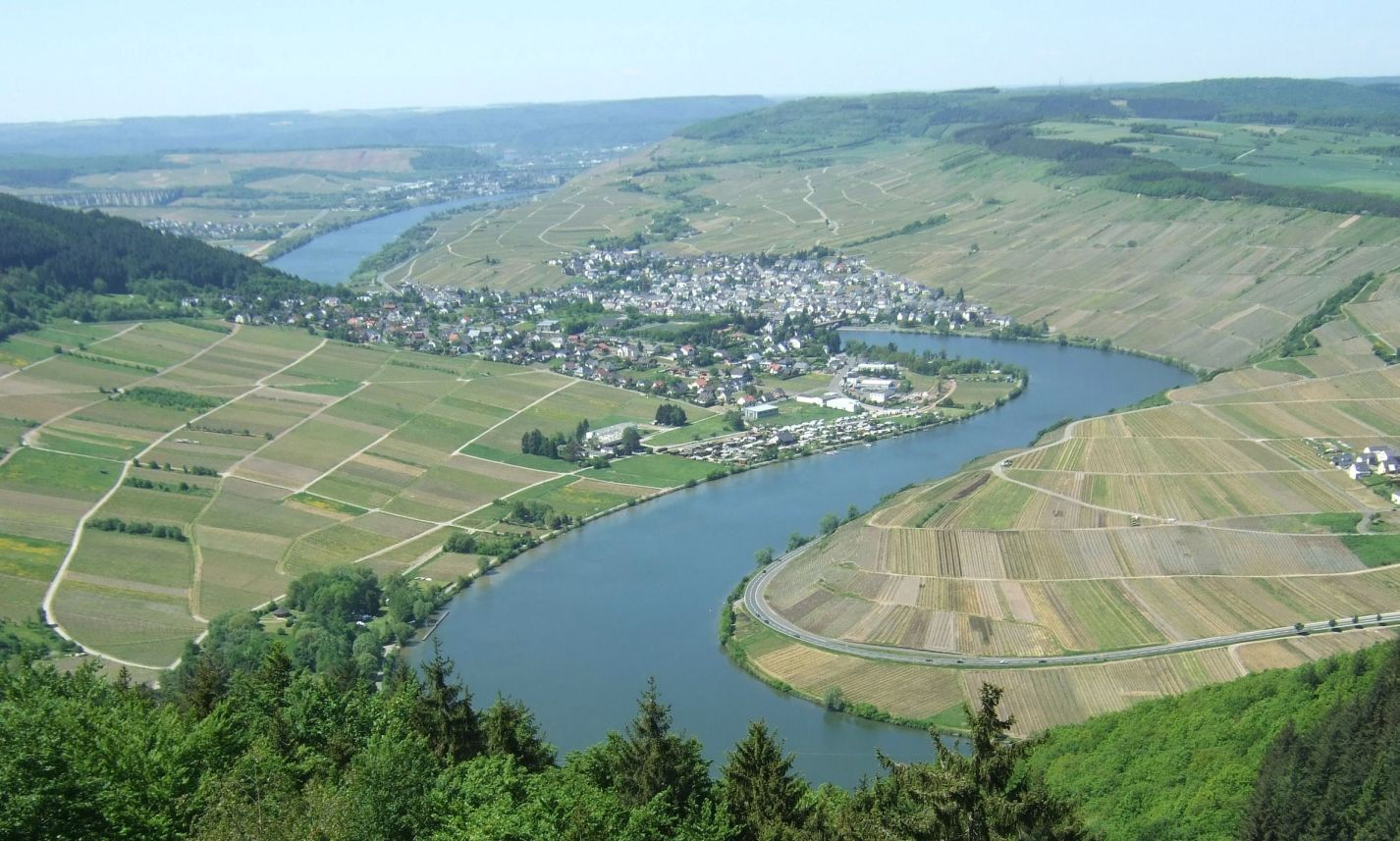
Mosel bei Mehring

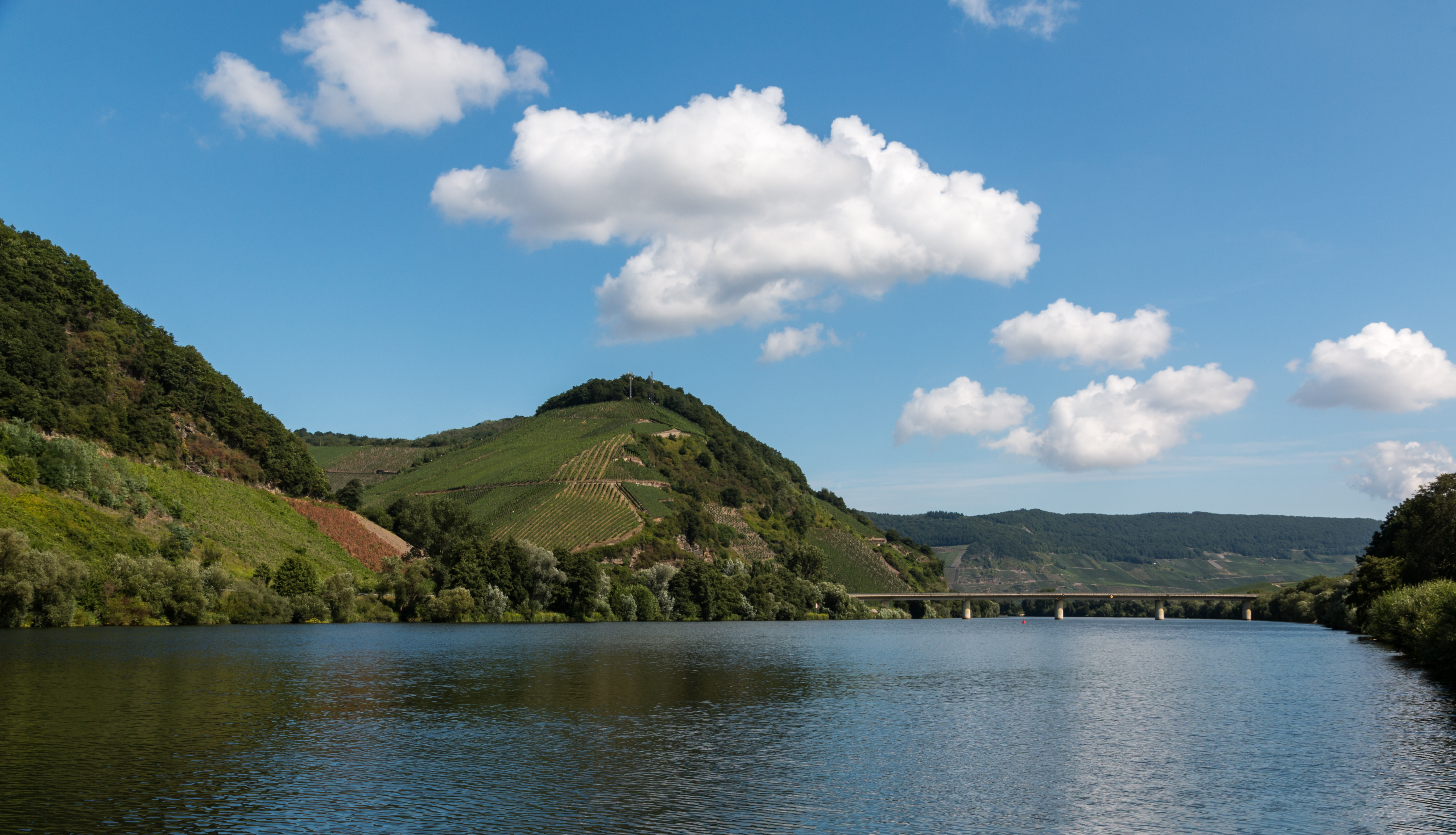
Mosel bei Neumagen-Dhron

Die Neumagener Moselschlingen sind eine 74,6 km² große naturräumliche Einheit in der Haupteinheitengruppe Moseltal in Rheinland-Pfalz.
Sie erstrecken sich entlang der Mosel von Longuich im Landkreis Trier-Saarburg bis Minheim im Landkreis Bernkastel-Wittlich.
Größere Fließgewässer sind neben der Mosel der Fellerbach, die Salm und die Dhron.
Angrenzende naturräumliche Einheiten sind das Trierer Moseltal im Südwesten, die Moselberge im Norden, die Osann-Veldenzer Umlaufberge im Nordosten und die Leiwener Moselrandhöhen im Süden.